# Stygnocoris pygmaeus
Stygnocoris pygmaeus är en insektsart som först beskrevs av R. F. Sahlberg 1848.  Stygnocoris pygmaeus ingår i släktet Stygnocoris, och familjen fröskinnbaggar. Arten är reproducerande i Sverige.